# Спирометар
Спирометар је инструмент који служи за спирометрију. Апарат се користи како би се измерила запремина ваздуха плућа пацијента током дисања.

## Типови спирометра
Постоје две катергорије спирометра:
- Спирометри који мере запремину и индиректно дају проток ваздуха
- Спирометри који мере проток и индиректно дају запремину ваздуха